# Ranunculus damascenus
Ranunculus damascenus är en ranunkelväxtart som beskrevs av Pierre Edmond Boissier och Gaill.. Ranunculus damascenus ingår i släktet ranunkler, och familjen ranunkelväxter. Inga underarter finns listade i Catalogue of Life.